# Open di Francia 2012 - Doppio leggende under 45
Fabrice Santoro e Todd Woodbridge erano i detentori del titolo ma hanno deciso di non partecipare insieme. Santoro ha fatto coppia con Cédric Pioline ma non sono riusciti a superare il gruppo B, Woodbridge ha giocato con Thomas Enqvist e sono stati sconfitti in finale da Albert Costa e Carlos Moyá per 6-2, 6-1.

## Tabellone

### Legenda
| - Q = Qualificato - WC = Wild card - LL = Lucky loser | - ALT = Alternate - SE = Special Exempt - PR = Protected Ranking | - w/o = Walkover - r = Ritirato - d = Squalificato |

### Finale
|  | Finale                         |                                |                                |   |   |  |
|  |                                |                                |                                |   |   |  |
|  | Thomas Enqvist Todd Woodbridge | Thomas Enqvist Todd Woodbridge | Thomas Enqvist Todd Woodbridge | 2 | 1 |  |
|  | Albert Costa Carlos Moyá       | Albert Costa Carlos Moyá       | Albert Costa Carlos Moyá       | 6 | 6 |  |

### Gruppo A
|  |                                 | Ivanišević Stich  | Bruguera Krajicek | Enqvist Woodbridge | RR V–P | Set V–P | Game V–P | Posizione |
|  | Goran Ivanišević Michael Stich  |                   | 3-6, 4-6          | 6-3, 2-6, [12-14]  | 0-2    | 1-4     | 15-22    | 3         |
|  | Sergi Bruguera Richard Krajicek | 6-3, 6-4          |                   | 6-3, 3-6, [5-10]   | 1-1    | 3-2     | 26-26    | 2         |
|  | Thomas Enqvist Todd Woodbridge  | 3-6, 6-2, [14-12] | 3-6, 6-3, [10-5]  |                    | 2-0    | 4-2     | 29-23    | 1         |

La classifica viene stilata in base ai seguenti criteri: 1) Numero di vittorie; 2) Numero di partite giocate; 3) Scontri diretti (in caso di due giocatori pari merito ); 4) Percentuale di set vinti o di games vinti (in caso di tre giocatori pari merito ); 5) Decisione della commissione.

### Gruppo B
|  |                                      | Kafel'nikov Medvedjev | Pioline Santoro     | Costa Moyá          | RR V–P | Set V–P | Game V–P | Posizione |
|  | Evgenij Kafel'nikov Andrij Medvedjev |                       | 5-7, 6-4, [5-10]    | 1-6, 6-4, [6-10]    | 0-2    | 2-4     | 18-23    | 3         |
|  | Cédric Pioline Fabrice Santoro       | 7-5, 4-6, [10-5]      |                     | 6(1)-7, 6-3, [5-10] | 1-1    | 3-3     | 29-31    | 2         |
|  | Albert Costa Carlos Moyá             | 6-1, 4-6, [10-6]      | 7-6(1), 3-6, [10-5] |                     | 2-0    | 4-2     | 31-24    | 1         |

La classifica viene stilata in base ai seguenti criteri: 1) Numero di vittorie; 2) Numero di partite giocate; 3) Scontri diretti (in caso di due giocatori pari merito ); 4) Percentuale di set vinti o di games vinti (in caso di tre giocatori pari merito ); 5) Decisione della commissione.